# Espérance Sportive de Tunis

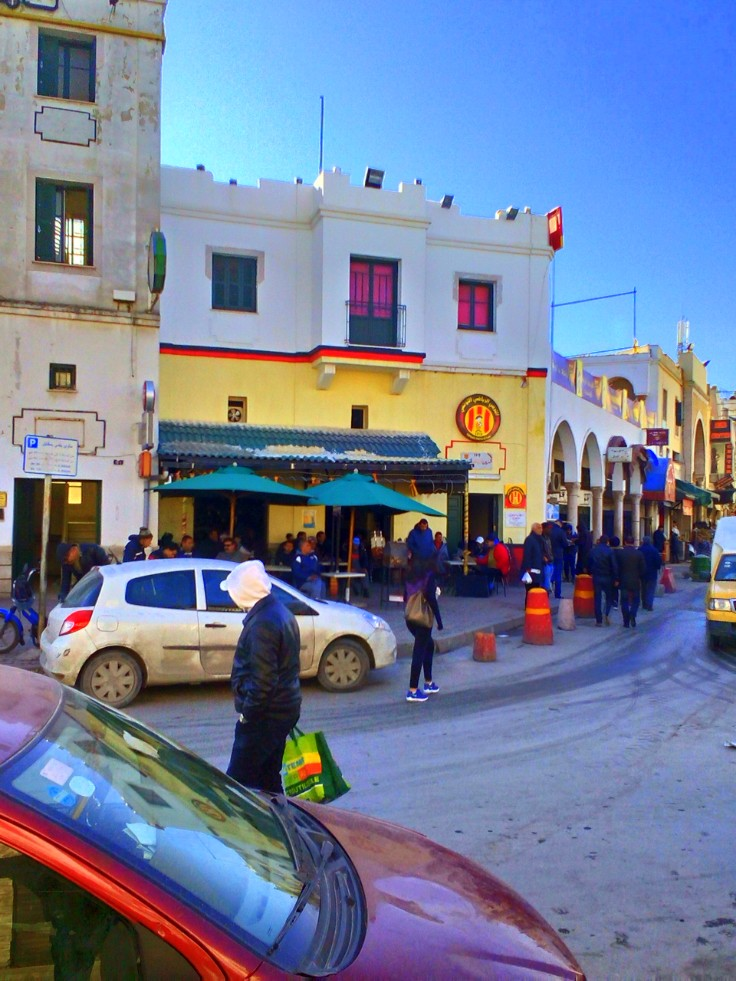
Hoofdkantoor van Espérance in Bab Souika

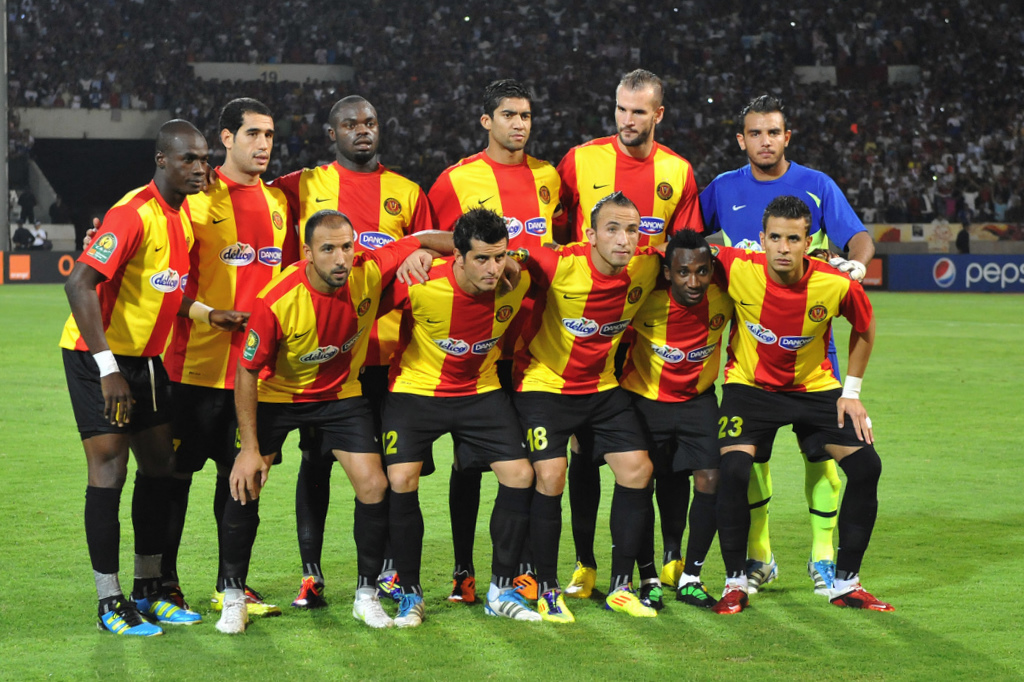
Team dat het tegen Wydad AC in Casablanca op nam in de CAF Champions League finale van 2011

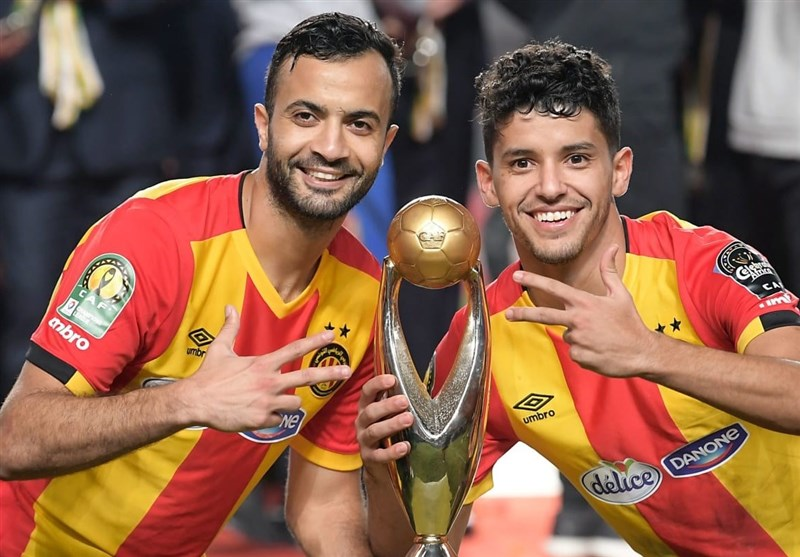
Taha Yassine Khenissi en Saad Bguir vieren na de CAF Champions League titel te hebben behaalt met hun team in 2018

Espérance Sportive de Tunis (Arabisch: الترجي الرياضي التونسي) is een Tunesische sportclub die in 1919 werd opgericht. De clubkleuren waren toen groen-wit. Een jaar later kwam Chadly Zouiten naar de club, hij voorzag het team van truitjes met de huidige kleuren. In 1923 werd hij voorzitter en dat zou hij vier decennia lang blijven. In 1938 werd met de beker de eerste trofee van de club binnen gehaald.
Tussen het begin van de Tweede Wereldoorlog en de onafhankelijkheid van Tunesië kwam er veel nieuw talent naar de club en de Franse, Italiaanse en Maltese clubs die het Tunesische voetbal domineerden moesten rekening beginnen te houden met 'Espérance'.
Na de onafhankelijkheid werd het een van de populairste clubs van Tunesië, door het aanvallend voetbal dat de club bracht. In 1970 werd de club voor één seizoen opgeheven, alle andere jaren werden in de 1ste klasse doorgebracht.
In de jaren negentig won de club alle titels die mogelijk waren. Vanaf 1998 werd de club zeven jaar op rij nationaal kampioen. In 2010 verloor Espérance de finale van de Afrikaanse Champions League van het Congolese TP Mazembe, maar een jaar later won het deze prestigieuze internationale titel voor de tweede keer (na 1994), door in de finale het Marokkaanse Wydad Casablanca te verslaan.

## Erelijst
Nationaal
- Championnat National Tunisien (34x)

1942, 1959, 1960, 1970, 1975, 1976, 1982, 1985, 1988, 1989, 1991, 1993, 1994, 1998, 1999, 2000, 2001, 2002, 2003, 2004, 2006, 2009, 2010, 2011, 2012, 2014, 2017, 2018, 2019, 2020, 2021, 2022, 2024, 2025
- Beker van Tunesië (15x)

1938, 1957, 1964, 1979, 1980, 1986, 1989, 1991, 1997, 1999, 2006, 2007, 2008, 2011, 2016
- Tunesische Supercup (7x)

1960, 1993, 2001, 2018, 2019, 2021, 2024
Continentaal
- African Cup of Champions Clubs / CAF Champions League  (4x)

1994, 2011, 2018, 2019
- African Cup Winners' Cup (1x)

1998
- CAF Cup (1x)

1997
- CAF Super Cup (1x)

1995
- Afro-Azië Cup (1x)

1995
Regionaal
- Arab Club Champions Cup (3x)

1993, 2009, 2017
- Arab Super Cup (1x)

1996
- North African Cup Winners Cup (1x)

2008

## Bekende (oud-)spelers
- Issam Jemâa
- Harrison Afful
- Youssef Msakni
- Oussama Darragi
- Tarak Dhiab
- Fakhreddine Ben Youssef
- Hamdi Kasraoui
- Garba Lawal
- Michael Eneramo
- Moussa Marega
- Hamdi Harbaoui
- Yannick N'Djeng
- Kenneth Malitoli